# Ann-Sofie Rase
Ann-Sofie Rase, född 10 juli 1964 i Alunda församling, Uppsala län, är en svensk skådespelare. 

## Biografi
Rase utexaminerades från Teaterhögskolan i Stockholm 1991. Efter studierna har hon varit engagerad vid Judiska teatern och Stockholms stadsteater. 2009-10, 2011-12 spelade hon "Drottning Anna av Österrike" i den uppmärksammade uppsättningen av De tre musketörerna på Stockholms stadsteater i regi av Alexander Mørk-Eidem. På Stockholms stadsteater har Rase bland annat medverkat i Sista sommaren av Ernest Thompson och Dritëro Kasapi och Olof Hansons uppsättning av Lucy Prebbles pjäs Enron - en framgångssaga.

## Filmografi (urval)
- 1991 – Till Julia
- 1995 – Vi skulle ju bli lyckliga...
- 1996 – Sexton (TV-serie)
- 1997 – Vildängel
- 1998 – OP7
- 1998 – Nightwalk
- 1998 – Beck - Monstret
- 1999 – Lusten till ett liv
- 1999 – Jakten på en mördare
- 1999 – Vuxna människor
- 1999 – c/o Segemyhr (TV-serie)
- 2000 – Hassel - Förgörarna
- 2000 – Det okända
- 2001 – Sjätte dagen
- 2002 – Hjortronstället
- 2002 – Cleo (TV-serie)
- 2003  – Håkan Bråkan (julkalendern)
- 2003 – Sprickorna i muren
- 2004 – Alltid på en tisdag
- 2006 – 7 miljonärer
- 2007 – Leende guldbruna ögon
- 2007 – Världarnas bok
- 2008 – Svensson, Svensson
- 2009 – Beck – I stormens öga
- 2009 – Oskyldigt dömd
- 2013 – Vi är bäst!
- 2015 – Jordskott (TV-serie)
- 2020 – Beck – Utom rimligt tvivel
- 2021 – En kunglig affär (TV-serie) –  Alice Nothin
- 2023 – Beck – Inferno

## Teater

### Roller (ej komplett)
| År   | Roll                        | Produktion                                                               | Regi                    | Teater                                    |
| ---- | --------------------------- | ------------------------------------------------------------------------ | ----------------------- | ----------------------------------------- |
| 2003 | Nastasia Filippovna         | Idioten (Идиот, Idiot) Fjodor Dostojevskij                               | Alexander Mørk-Eidem    | Stockholms stadsteater                    |
| 2005 | Molly                       | Tolvskillingsoperan (Die Dreigroschenoper) Bertolt Brecht och Kurt Weill | Lars Rudolfsson         | Stockholms stadsteater                    |
| 2008 | Konstapel O'Hara            | Arsenik och gamla spetsar (Arsenic and Old Lace) Joseph Kesselring       | Eva Dahlman             | Stockholms stadsteater                    |
| 2009 | Drottning Anna av Österrike | De tre musketörerna Alexander Mørk-Eidem                                 | Alexander Mørk-Eidem    | Stockholms stadsteater                    |
| 2012 | Drottning Anna av Österrike | De tre musketörerna Alexander Mørk-Eidem                                 | Alexander Mørk-Eidem    | Stockholms stadsteater                    |
| 2015 | Barbara                     | Rädsla urholkar själen (Angst essen Seele auf) Rainer Werner Fassbinder  | Nadja Weiss             | Kulturhuset Stadsteatern                  |
| 2015 | Medverkande                 | Min kamp Karl Ove Knausgård                                              | Ole Anders Tandberg     | Kulturhuset Stadsteatern                  |
| 2016 | Medverkande                 | Min kamp Karl Ove Knausgård                                              | Ole Anders Tandberg     | Kulturhuset Stadsteatern                  |
| 2017 |                             | Århundradets kärlekskrig Ebba Witt-Brattström                            | Nora Nilsson            | Kulturhuset Stadsteatern                  |
| 2017 | Fru Eynsford Hill           | My Fair Lady Alan Jay Lerner och Frederick Loewe                         | Elisa Kragerup          | Kulturhuset Stadsteatern                  |
| 2018 |                             | Öppna era hjärtan Amanda Glans                                           | Andreas Kundler         | Kulturhuset Stadsteatern                  |
| 2019 | Marie                       | Tiggarna Mia Törnqvist                                                   | Annika Hallin           | Kulturhuset Stadsteatern/ Teater Giljotin |
| 2019 |                             | Skapelsen (Die Schöpfung) Joseph Haydn och Gottfried van Swieten         | Mellika Melouani Melani | Kulturhuset Stadsteatern/ Folkoperan      |
| 2022 | Fröken Cutts                | Drivhuset (The Hothouse) Harold Pinter                                   | Stefan Metz             | Kulturhuset Stadsteatern                  |
| 2022 | Medverkande                 | Månen och de andra planeterna Staffan Valdemar Holm                      | Staffan Valdemar Holm   | Kulturhuset Stadsteatern                  |
| 2022 | Mamman                      | Mommy Issues Dimen Abdulla                                               | Åsa Lindholm            | Kulturhuset Stadsteatern                  |
| 2023 | Irene Stissig               | Revisorn (Ревизо́р, Revizór) Nikolaj Gogol                                | Frida Röhl              | Kulturhuset Stadsteatern                  |
| 2024 | Hyzenthlay m.fl.            | Den långa flykten (Watership Down) Richard Adams                         | Alexander Mørk-Eidem    | Kulturhuset Stadsteatern                  |
| 2025 | Dr Lorna James              | Effekten (The Effect) Lucy Prebble                                       | Melody Parker           | Kulturhuset Stadsteatern                  |

### Regi (ej komplett)
| År   | Produktion | Upphovsmän                   | Teater                   |
| ---- | ---------- | ---------------------------- | ------------------------ |
| 2019 | Nacka tupp | Eva Kaijser och Monika Björk | Kulturhuset Stadsteatern |